# Hush… Hush, Sweet Charlotte
 Hush... Hush, Sweet Charlotte és una pel·lícula estatunidenca de 1964 dirigida i produïda per Robert Aldrich, i protagonitzada per Bette Davis, Olivia de Havilland, Joseph Cotten, i Agnes Moorehead.
La pel·lícula va ser adaptada a la pantalla gran per Henry Farrell i Lukas Heller, a partir d'una història curta no publicada de Farrell, "What Ever Happened to Cousin Charlotte?" Va rebre set nominacions als Oscar.

## Argument
El 1929, Louisiana. En una recepció, la jove Charlotte Hollis apareix davant els convidats coberta de sang: acaba d'assassinar John Mayhew, el seu amant, amb una destral. Anys més tard, el 1964, després d'haver eludit la justícia gràcies a la influència del seu pare, Charlotte viu en la sumptuosa propietat que ha estat el teatre del drama. Cuidada de trastorns mentals, és convençuda que és el seu pare qui ha matat John Mayhew i que el fantasma d'aquest freqüenta la casa.

## Repartiment
- Bette Davis: Charlotte Hollis
- Olivia de Havilland: Miriam Deering
- Agnes Moorehead: Velma Cruther
- Joseph Cotten: Dr. Drew Bayliss
- Cecil Kellaway: Harry Wills
- Victor Buono: Samuel Eugene ("Big Sam") Hollis
- Mary Astor: Mrs. Jewel Mayhew
- Wesley Addy: Xèrif Luke Standish
- William Campbell: Paul Marchand
- Bruce Dern: John Mayhew
- Frank Ferguson: Walter Blake
- George Kennedy: Foreman
- Joan Crawford: Miriam (no surt als crèdits)

## Premis i nominacions

### Premis
- 1965. Globus d'Or a la millor actriu secundària per Agnes Moorehead

### Nominacions
- 1965. Oscar a la millor actriu secundària per Agnes Moorehead
- 1965. Oscar a la millor direcció artística per William Glasgow i Raphael Bretton
- 1965. Oscar a la millor fotografia per Joseph F. Biroc
- 1965. Oscar al millor vestuari per Norma Koch
- 1965. Oscar al millor muntatge per Michael Luciano
- 1965. Oscar a la millor cançó original per Frank De Vol (música) i Mack David (lletra) per la cançó "Hush...Hush, Sweet Charlotte"
- 1965. Oscar a la millor banda sonora per Frank De Vol